# Pachycara rimae
Pachycara rimae es una especie de pez de la familia de los Zoarcidae en el orden de los perciformes.

## Morfología
Los machos pueden llegar a alcanzar los 40,3 cm de longitud total.

## Hábitat
Es un pez de mar y de aguas profundas que vive hasta los 2.500 m de profundidad.

## Distribución geográfica
Se encuentran en las Islas Galápagos.

## Observaciones
Es inofensivo para los humanos. 